# Никольский, Алексей Иванович
Никольский Алексей Иванович (10 февраля [29 января] 1877 г., с. Генино, Серпуховской уезд, Московская губерния — 8 марта [23 февраля] 1938 г., Весьегонск) — священнослужитель Русской православной церкви, протоиерей.
Прославлен в лике Новомучеников и Исповедников Российских Архиерейским Собором 2000 г.

## Биография
Родился 10 февраля (29 января) 1877 года в селе Генино Серпуховского уезда Московской губернии, в семье Иоанна Никольского — священника, служившего в храме святых благоверных князей Бориса и Глеба (позже отец Иоанн был назначен в храм Рождества Богородицы, находящийся в селе Льялово Московского уезда).
С самого детства Алексей решает идти по стопам отца, и в 1892 году, в возрасте 15 лет, он оканчивает Заиконоспасское духовное училище, положившее начало его духовному образованию.
В 1898 году с успехом оканчивает Вифанскую духовную семинарию и сразу же поступает в Московскую духовную академию, в которой проучится до 1902 года, окончив учёбу со степенью кандидата богословия.
В 1902 году, в возрасте 25 лет, Алексей Иванович Никольский получает назначение в Тверскую духовную семинарию и становится помощником ректора. Через год его отправляют в паломничество на Святую Землю в группе, сформированной из студентов семинарии. По возвращении Алексея Ивановича утверждают на должности преподавателя в Рославльском духовном училище и по совместительству помощником секретаря, а так же членом правления «Общества во имя свт. Тихона для вспомоществования бедным».
В 1904 году женится на дочери протоиерея Николая Копьева, Анне Николаевне Копьевой (младшей из двух его дочерей). Отец Николай Копьев являлся настоятелем церкви Спаса Преображения в Наливках, магистром богословия, занимался строительством церквей в Польше и Финляндии. Алексей Иванович отказывается от высокой должности, предложенной ему протоиереем Николаем, решая следовать намеченному с детства пути, и принять священнический сан.
В этом же году Алексея Никольского рукополагают во священника. Пользуясь связями протоиерея Копьева Н. А., просит определить его на службу в сельский, а не в городской храм. Посмотрев большое количество подмосковных храмов, останавливается на с. Троицкое-Кайнарджи, где о. Алексия назначают настоятелем Троицкого храма резолюцией митрополита Московского Владимира (Богоявленского).
С 1907 г. отец Алексий начинает преподавать Закон Божий в Кожуховском земском училище.
Революция 1917 года не лучшим образом отразилась на жизни о. Алексия — его семья еле сводила концы с концами. Крестьяне выделили его семье часть поля под покос, землю для посадки картофеля, также была выделена земля для огорода. 
В 1921 году государством проводилась кампания по изъятию церковных ценностей, добрались они и до Троицкого-Кайнарджи. Во время разговора с членами комиссии, о. Алексий уговорил приехавших принять ценности не по количеству, а по весу, и предложил им передохнуть с дороги, пока серебро собирается. Во время чаепития комиссии, а затем игры в футбол на лужайке перед храмом, в качестве развлечения, посланные священником доверенные люди в спешке собирали серебро со всех знакомых. Им удалось собрать нужное количество, и комиссия, забрав серебряные ложки и вилки, наряду с другими бытовыми ценностями, под видом церковной утвари, довольная удалилась. Церковные ценности были спасены.
В 1929 году исполняется 25 лет служения о. Алексия в Троицком храме, в связи с чем он получает награду за особые заслуги — митру — и решает устроить торжество во время её вручения. Собралось много народа, депутации приехали с поздравлениями со всех окрестностей. Незадолго до этого отец Алексий забирает колокол из храма, подлежащего уничтожению, привозит его в село и устанавливает на колокольню Троицкой церкви (он находится на ней до настоящего времени).
В 1930 году о. Алексия арестовывают по обвинению в контрреволюционной деятельности, и приговаривают к трем годам ссылки. В начале 1931 года его высылают на лесоповал на реке Пинеге под Архангельском.
В 1932 году о. Алексия переводят в д. Ваймуша, на Обозерский лесопункт, куда поместили ссыльное духовенство. Во время ссылки о. Алексий заводит дружбу со священником из Весьегонска. Их селят вместе в крохотной комнате, примыкающей к домику, в котором проживали высланные монахини. В этом же домике им удалось скрытно совершить несколько церковный служб на Страстной Седмице и на Пасху. За время ссылки священника, Анну Николаевну с детьми выселяют из дома и отбирают все имущество, они останавливаются то у одних, то у других знакомых.
В 1933 году о. Алексия освобождают без права проживания в Московской области. Его возводят в сан протоиерея, и он получает назначение под Весьегонск, в село Малое Фоминское, где организует ремонтные работы в храме, который вынужден был закрыться после ареста настоятеля. Матушке о. Алексия помогают приобрести небольшой домик в этом селе, и семья вновь объединяется.
16 февраля 1938 года отца Алексия вызывают в райцентр «для проверки паспорта», где его помещают в тюрьму города Весьегонска по обвинению в антисоветской агитации. Свидетелей допрашивали 17 февраля, на следующий день. Ими оказались два бригадира колхозов «Знамя труда» и «Новый путь», приходившиеся друг другу родственниками. Жена одного из них скончалась в начале февраля и на её отпевании оба бригадира находились в храме. В тот же день проходило отпевание двух пожилых прихожан.

По свидетельству бригадиров, на отпевании о. Алексий произнёс:
«Вот эти два старика умерли как православные, они посещали церковь, причастились и умерли по-Божьи, а эта раба Божия — храм не посещала… При советской власти стало много умирать народа, люди стали слабые, живут в недостатках, храмы не посещают, а советская власть над храмами надругается и разрушает их, православных притесняют, молодежь совсем забыла церковь».
Далее, один из бригадиров рассказал, что когда в колхозе скончался заместитель председателя, его супруга пожелала провести чин отпевания, на что о. Алексий возразил: 
«Я его отпевать не буду, он не наш, Бога не признавал и в церковь не ходил».

Дознаватель отребовал рассказать об антиправительственных высказываниях. На это о. Алексий ответил:
«В первых числах февраля 1938 года мне пришлось одновременно отпевать трех покойников. Во время отпевания я произнес коротенькую проповедь, в которой выразил верующим свое удивление, что в один день приходится отпевать троих, раньше такие случаи были редки, и я призвал к покорности воле Божьей колхозников. Антисоветской агитации я не вел».
22 февраля 1938 года следствие было закончено, 6 марта тройка НКВД приговорила священника к расстрелу.
О. Алексий Никольский был расстрелян 8 марта 1938 года и погребен в общей безвестной могиле.
27 июня 1989 года был реабилитирован Тверской областной прокуратурой по 1938 году репрессий.

## Канонизация и почитание
На Архиерейском соборе, состоявшемся в августе 2000 года, было вынесено определение о причислении протоиерея Алексия (Никольского) к лику святых. Дни памяти (ст. н.): 23 февраля (8 марта) — день мученической кончины (1938 г.); Собор новомучеников и исповедников Российских — 25 января (7 февраля), если это воскресный день, а если нет — то в ближайшее воскресенье к 7 февраля.